# St. Barbara (Unterjesingen)

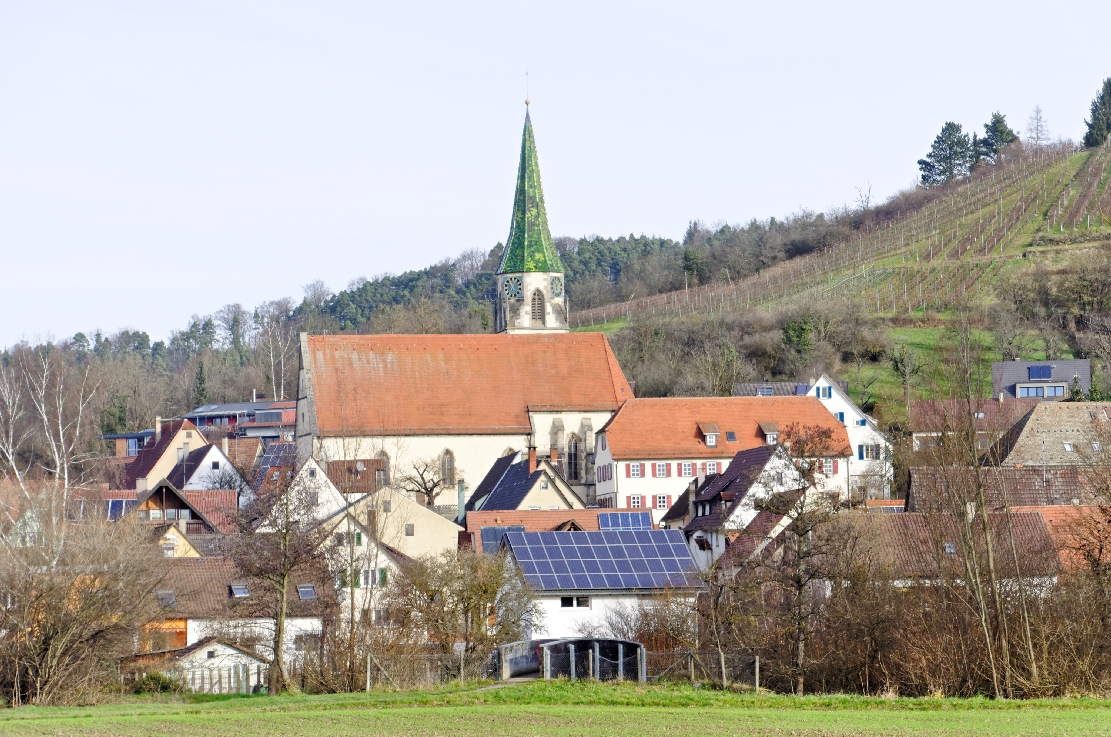
St. Barbara in Unterjesingen

Die evangelische Kirche St. Barbara steht in Unterjesingen, einem Stadtteil von Tübingen im Landkreis Tübingen in Baden-Württemberg. Die Kirchengemeinde gehört zum Kirchenbezirk Tübingen der Evangelischen Landeskirche in Württemberg. Das Bauwerk ist beim Landesamt für Denkmalpflege Baden-Württemberg als Baudenkmal eingetragen.

## Beschreibung
Die spätgotische Saalkirche aus der zweiten Hälfte des 15. Jahrhunderts besteht aus einem Langhaus, einem eingezogenen, dreiseitig geschlossenen Chor im Osten, der von Strebepfeilern gestützt wird, und einem Chorflankenturm an der Nordwand des Chors, der später mit einem achteckigen Geschoss, das die Turmuhr und den Glockenstuhl beherbergt, aufgestockt und mit einem achtseitigen, spitzen Helm bedeckt wurde. Im Süden und Westen befinden sich Maßwerkfenster. Das im Rahmen der Restaurierung der Kirche nach einem Entwurf von Heinrich Dolmetsch einfügte Portal im Norden entstand 1894. 
Der Innenraum des Chors ist mit einem Netzgewölbe überspannt, das auf zehn Konsolen mit Brustbildern von Aposteln ruht. Im Chorbogen befindet sich ein um 1500 entstandenes Kruzifix.
Die 1896 von William Sweetland gebaute Orgel wurde 2009 von der Kirchengemeinde erworben.

## Geschichte
Erste Kirchenbauten in Unterjesingen datieren bis etwa um 700 oder bis ins 11. Jahrhundert zurück. Es wird angenommen, dass die Unterjesinger Kirche Anfang des 12. Jahrhunderts vom Kloster Blaubeuren erworben wurde. Ca. 1360 wird erstmals die heilige Barbara als Kirchenpatronin benannt, zuvor muss es aber, wie damals noch üblich, einen männlichen Kirchenpatron gegeben haben. Von 1382 bis 1397 muss sie vorübergehend im Besitz der Tübinger Familie Last gewesen sein; 1404 verkaufte Blaubeuren die Kirche an den württembergischen Grafen Eberhard III. Auch nachdem der Ort Jesingen 1410 Besitz des Klosters Bebenhausen wurde, blieb die Kirche unter württembergischer Vogtei.
Der heutige spätgotische Kirchenbau entstand im 15. Jahrhundert unter Graf Eberhard V. im Stil der Uracher Bauschule, den Beginn der Arbeiten findet man noch an einer Sakramentsnische von 1475, am untersten Turmgeschoss mit der Jahreszahl 1476 sowie einem Strebpfeiler von 1477. Das Südportal trägt die Jahreszahl 1484, was wohl auf die Fertigstellung des Kirchenschiffs hindeutet.  
Mit Einführung der Reformation im Herzogtum Württemberg 1534 wurde auch Unterjesingen evangelisch, die heutige Kanzel und der Turmhahn stammen noch aus dieser Zeit. In dieser Zeit war die Kirche mit ringsumlaufenden bildergeschmückten Emporen versehen. 
1721 entstand das große Kruzifix der Kirche, was nach verschiedenen Standorten heute seinen Platz an der Nordwand der Kirche hat.
1894 wurde die Kirche renoviert und wurde im neugotischen Stil ausgestattet. Hier entstand auch die sargdeckelartige Holzdecke, die vom Reutlinger Maler Fritz Hummel gestaltet wurde. Dieser dekorierte auch die bis dahin schlicht gestaltete Kanzel mit Blumen- und Blattornamenten.
1964/65 erfolgte eine erneute Renovierung, bei welcher die neugotische Ausstattung entfernt und der "alte gotische Zustand wiederhergestellt" werden sollte. Die alte Kanzel wurde entfernt und in der Pfarrscheuer abgestellt. Dabei wurde der Kirchenraum deutlich heller gestaltet.
1996 hatte eine weitere Renovierung das Ziel, den Kirchenraum für die Gemeinde einladender zu gestalten, dabei wurden auch Zeugnisse früherer Ausstattungen wieder in der Kirche integriert. Hier entstand auch die heutige Emporenbrüstung, die der Schreiner Ernst Dittus nach dem neugotischen Vorbild ausführte. Die alte Kanzel fand wieder ihren Weg in die Kirche.